# Clupeoides hypselosoma
Clupeoides hypselosoma är en fiskart som beskrevs av Bleeker, 1866. Clupeoides hypselosoma ingår i släktet Clupeoides och familjen sillfiskar. Inga underarter finns listade i Catalogue of Life.